# Угольная (Аларский район)
У́гольная — деревня в Аларском районе Усть-Ордынского Бурятского округа Иркутской области. Входит в состав муниципального образования «Александровск».

## Этимология
Название деревни происходит от слова уголь.

## География
Деревня находится на расстоянии 11 км к юго-западу от посёлка Кутулик, административного центра района. Абсолютная высота — 544 м над уровнем моря.

## Население
| 2002 | 2010 | 2011 | 2012 |
| ---- | ---- | ---- | ---- |
| 172  | ↘130 | →130 | ↘120 |

## Улицы
| - ул. Нижняя, - ул. Первомайская, | - ул. Советская, - ул. Центральная. |